# Liste der Einträge im National Register of Historic Places im Blount County (Tennessee)

Lage des Blount Countys in Tennessee

Die Liste der Einträge im National Register of Historic Places im Blount County in Tennessee führt die Bauwerke und historischen Stätten im Blount County auf, die in das National Register of Historic Places aufgenommen wurden.

## Legende
| NRHP | Historic Place    |
| HD   | Historic District |

## Derzeitige Einträge
| [ 2 ] | Name                                   | Bild                                   | Eintragsdatum        | Lage | Ort                       | Beschreibung |
| ----- | -------------------------------------- | -------------------------------------- | -------------------- | --- | ------------------------- | --- |
| 1     | John Alexander House                   | John Alexander House                   | 1989 ID-Nr. 89000864 | 714 Hillside Avenue 35° 45′ 15″ N, 83° 57′ 35″ W                                                           | Maryville                 | 1906 im Stil des Colonial Revival errichtetes Wohnhaus |
| 2     | Alumni Gym                             | Alumni Gym                             | 1989 ID-Nr. 89000865 | Campus des Maryville College 35° 45′ 1″ N, 83° 57′ 55″ W                                                   | Maryville                 | 1923 errichtete Turnhalle des Maryville College |
| 3     | Anderson Hall                          | Anderson Hall                          | 1975 ID-Nr. 75001732 | Campus des Maryville College 35° 45′ 8″ N, 83° 57′ 54″ W                                                   | Maryville                 | 1869–1870 errichtetes ältestes Gebäude auf dem Campus des Maryville College; nach dem Gründer Isaac L. Anderson benannt                                                    |
| 4     | Peter Bartlett House                   | Peter Bartlett House                   | 1989 ID-Nr. 89000866 | 315 High Street 35° 45′ 20″ N, 83° 58′ 2″ W                                                                | Maryville                 | 1887 im Italianate-Stil errichtetes Wohnhaus |
| 5     | Bethlehem Methodist Church             | Bethlehem Methodist Church             | 1989 ID-Nr. 89000867 | Bethlehem Road 35° 47′ 17″ N, 83° 48′ 43″ W                                                                | Wildwood                  | 1886 im neugotischen Stil errichtete Methodistenkirche |
| 6     | Brick Mill Site                        |                                        | 1989 ID-Nr. 89000868 | Brick Mill Road 35° 39′ 30″ N, 84° 6′ 21″ W                                                                | Maryville                 | Stelle, an der die 1815 errichtete frühere Brick Mill stand |
| 7     | Peter Brickey House                    | Peter Brickey House                    | 1989 ID-Nr. 89000869 | Wears Valley Road 35° 41′ 25″ N, 83° 42′ 33″ W                                                             | Townsend                  | Im Jahr 1800 errichtetes Blockhaus |
| 8     | Cades Cove Historic District           | Cades Cove Historic District           | 1977 ID-Nr. 77000111 | im Great-Smoky-Mountains-Nationalpark 35° 35′ 13″ N, 83° 48′ 54″ W                                         | südwestlich von Townsend  | Aus 23 Gebäuden bestehender historischer Distrikt |
| 9     | Calderwood Dam                         | Calderwood Dam                         | 1989 ID-Nr. 89001069 | Little Tennessee River; am Ende der Calderwood Road 35° 29′ 32″ N, 83° 58′ 58″ W                           | südlich von Maryville     | 1930 errichteter Staudamm |
| 10    | Calderwood Hydroelectric Development   | Calderwood Hydroelectric Development   | 2004 ID-Nr. 04000545 | 314 Growdon Boulevard 35° 29′ 56″ N, 83° 59′ 15″ W                                                         | südlich von Maryville     | 1930 errichtetes Wasserkraftwerk |
| 11    | Chilhowee Hydroelectric Development    | Chilhowee Hydroelectric Development    | 2004 ID-Nr. 04000546 | 6102 TN 129 35° 32′ 45″ N, 84° 3′ 0″ W                                                                     | Tallassee                 | 1957 errichtetes Wasserkraftwerk |
| 12    | Langston Clark Barn                    | Langston Clark Barn                    | 1989 ID-Nr. 89000870 | Sixmile Road 35° 38′ 15″ N, 84° 0′ 4″ W                                                                    | Maryville                 | 1890 errichtete Rundscheune |
| 13    | Clover Hill Mill                       | Clover Hill Mill                       | 1989 ID-Nr. 89000871 | Mill Road Ecke Clover Hill Road 35° 42′ 15″ N, 84° 3′ 1″ W                                                 | Maryville                 | 1921 errichtete Mühle |
| 14    | Cloyd's Creek Presbyterian Church      | Cloyd's Creek Presbyterian Church      | 1989 ID-Nr. 89000873 | Buzzard's Roost Road Ecke Kirk Road 35° 41′ 52″ N, 84° 9′ 37″ W                                            | Friendsville              | 1872 im Stil des Stil des Greek Revival errichtetes Kirchengebäude |
| 15    | Mary Cochrane Barn                     | Mary Cochrane Barn                     | 1989 ID-Nr. 89000872 | Binfield Road 35° 41′ 51″ N, 84° 3′ 53″ W                                                                  | Maryville                 | 1880 errichtete Rundscheune |
| 16    | John J. Craig Quarry Historic District | John J. Craig Quarry Historic District | 1989 ID-Nr. 89000874 | Marmor Road 35° 46′ 25″ N, 84° 6′ 33″ W                                                                    | Friendsville              | Neun Gebäude in verschiedenen Baustilen aus Tennessee Marmor errichtete Gebäude                                                                                            |
| 17    | Gideon Crawford House                  | Gideon Crawford House                  | 1989 ID-Nr. 89000875 | Campus des Maryville College 35° 45′ 4″ N, 83° 57′ 41″ W                                                   | Maryville                 | 1875 errichtetes Wohnhaus |
| 18    | James R. Davis House                   | James R. Davis House                   | 1989 ID-Nr. 89000876 | River Road Ecke Davis Ford Road 35° 46′ 19″ N, 83° 51′ 1″ W                                                | Walland                   | Im Jahr 1900 errichtetes Wohnhaus |
| 19    | Federal Building                       | Federal Building                       | 1989 ID-Nr. 89001217 | 201 East Broadway 35° 45′ 24″ N, 83° 58′ 15″ W                                                             | Maryville                 | 1916 im Stil des Colonial Revival errichtetes Gebäude für Bundesbehörden                                                                                                   |
| 20    | A.J. Fisher House                      | A.J. Fisher House                      | 1989 ID-Nr. 89000877 | Old Walland Highway 35° 43′ 48″ N, 83° 48′ 50″ W                                                           | Walland                   | 1924 errichtetes Wohnhaus |
| 21    | Samuel Frazier House                   | Samuel Frazier House                   | 1989 ID-Nr. 89000878 | Marble Hill Road Ecke Big Springs Road 35° 44′ 24″ N, 84° 6′ 59″ W                                         | Friendsville              | 1795 errichtetes Wohnhaus |
| 22    | Friends Church                         | Friends Church                         | 1989 ID-Nr. 89000879 | 314 West Broadway 35° 45′ 11″ N, 83° 58′ 25″ W                                                             | Maryville                 | 1871 im Italianate-Stil errichtete Kirche |
| 23    | Samuel George House                    | Samuel George House                    | 1982 ID-Nr. 82003952 | Topside Road 35° 50′ 29″ N, 84° 0′ 7″ W                                                                    | Louisville                | 1815 errichtetes Wohnhaus |
| 24    | James Gillespie House                  |                                        | 1989 ID-Nr. 89000880 | Lowes Ferry Road 35° 50′ 30″ N, 84° 5′ 14″ W                                                               | Louisville                | 1802 errichtetes Wohnhaus |
| 25    | John Hackney House                     |                                        | 1989 ID-Nr. 89000881 | Front Street Ecke Main Street 35° 45′ 26″ N, 84° 7′ 54″ W                                                  | Friendsville              | 1850 errichtetes Wohnhaus |
| 26    | John Hackney Mill Site                 |                                        | 1989 ID-Nr. 89000882 | Main Street; Nähe der Front Street 35° 45′ 26″ N, 84° 7′ 54″ W                                             | Friendsville              | Stelle, an der die 1800 errichtete John Hackney Mill stand |
| 27    | Alexander Hamil House                  | Alexander Hamil House                  | 1989 ID-Nr. 89000883 | Morganton Road 35° 42′ 45″ N, 84° 4′ 3″ W                                                                  | Maryville                 | 1834 errichtetes Wohnhaus |
| 28    | Happy Valley School                    | Happy Valley School                    | 1989 ID-Nr. 89000884 | Happy Valley Road 35° 36′ 35″ N, 83° 57′ 22″ W                                                             | Maryville                 | 1936 im Stil des Colonial Revival errichtetes Schulgebäude |
| 29    | Harper Memorial Library                | Harper Memorial Library                | 1989 ID-Nr. 89000885 | 300 East Church Street 35° 45′ 24″ N, 83° 58′ 10″ W                                                        | Maryville                 | 1931 im Stil des Colonial Revival errichtete öffentliche Bibliothek |
| 30    | William Henderson House                |                                        | 1989 ID-Nr. 89000886 | Louisville Road 35° 49′ 26″ N, 84° 5′ 41″ W                                                                | Louisville                | 1850 errichtetes Wohnhaus |
| 31    | Henry House                            | Henry House                            | 1974 ID-Nr. 74001901 | Henry Lane 35° 40′ 14,9″ N, 84° 6′ 24,8″ W                                                                 | südwestlich von Maryville | 1833–1834 im Federal Style errichtetes Farmhaus |
| 32    | John Hitch House                       | John Hitch House                       | 1993 ID-Nr. 89000924 | Lee Lambert Road 35° 45′ 4″ N, 83° 52′ 55″ W                                                               | Maryville                 | 1918 errichtetes Wohnhaus |
| 33    | Pete Hood House                        | Pete Hood House                        | 1989 ID-Nr. 89000888 | 827 West Broadway 35° 44′ 55″ N, 83° 58′ 50″ W                                                             | Maryville                 | 1910 im Craftsman Style errichtetes Wohnhaus |
| 34    | Indiana Avenue Historic District       | Indiana Avenue Historic District       | 1989 ID-Nr. 89001071 | Abgegrenzt durch Goddard Street, Court Street, Indiana Avenue und Cates Street 35° 45′ 0″ N, 83° 58′ 7″ W  | Maryville                 | Aus 122 Gebäuden verschiedener Baustile bestehender historischer Distrikt                                                                                                  |
| 35    | David Jones House                      | David Jones House                      | 1989 ID-Nr. 89000889 | 404 High Street 35° 45′ 21″ N, 83° 57′ 56″ W                                                               | Maryville                 | 1874 im Italianate-Stil errichtetes Wohnhaus |
| 36    | David Jones House                      |                                        | 1982 ID-Nr. 82004840 | 720 Tuckaleechee Pike 35° 45′ 19″ N, 83° 57′ 42″ W                                                         | Maryville                 | 1887 im viktorianischen Stil errichtetes Wohnhaus |
| 37    | Macklin Kerr House                     | Macklin Kerr House                     | 1989 ID-Nr. 89000891 | Big Gully Road 35° 36′ 19″ N, 84° 7′ 26″ W                                                                 | Maryville                 | 1847 errichtetes Wohnhaus |
| 38    | Hezekiah Kizer House                   | Hezekiah Kizer House                   | 1989 ID-Nr. 89000892 | rund 800 Meter südlich der Kreuzung von Marble Hill Road und Dunlap Hollow Road 35° 42′ 49″ N, 84° 9′ 7″ W | Maryville                 | 1890 errichtetes Wohnhaus |
| 39    | Louisville Historic District           | Louisville Historic District           | 1974 ID-Nr. 74001902 | Zwischen den Eisenbahnschienen und dem Tennessee River 35° 49′ 23″ N, 84° 3′ 1″ W                          | Louisville                | aus 13 Gebäuden bestehender historischer Distrikt |
| 40    | James Martin House                     | James Martin House                     | 1989 ID-Nr. 89000893 | Martin Road 35° 43′ 47″ N, 83° 47′ 46″ W                                                                   | Walland                   | 1905 errichtetes Wohnhaus |
| 41    | John Martin Mill                       | John Martin Mill                       | 1989 ID-Nr. 89000894 | Mill Road 35° 42′ 33″ N, 83° 49′ 24″ W                                                                     | Walland                   | Im Jahr 1900 errichtete Mühle |
| 42    | Warner Martin House                    | Warner Martin House                    | 1989 ID-Nr. 89000895 | Central Point Road 35° 49′ 19″ N, 83° 52′ 46″ W                                                            | Rockford                  | 1793 errichtetes Wohnhaus |
| 43    | Maryville College Historic District    | Maryville College Historic District    | 1982 ID-Nr. 82003953 | Washington Street; Campus des Maryville College 35° 45′ 7″ N, 83° 57′ 51″ W                                | Maryville                 | Aus acht Gebäuden verschiedener bestehender historischer Distrikt |
| 44    | James McCampbell Barn                  |                                        | 1989 ID-Nr. 89000896 | Old Cades Cove Road 35° 39′ 55″ N, 83° 47′ 21″ W                                                           | Townsend                  | im Jahr 1900 errichtete Rundscheune |
| 45    | Minnis McCampbell Barn                 |                                        | 1989 ID-Nr. 89000897 | Old Cades Cove Road 35° 39′ 54″ N, 83° 47′ 14″ W                                                           | Townsend                  | 1890 errichtete Rundscheune |
| 46    | John McConnell House                   | John McConnell House                   | 1989 ID-Nr. 89000898 | McConnell Road 35° 41′ 27″ N, 84° 8′ 24″ W                                                                 | Maryville                 | 1807 errichtetes Wohnhaus |
| 47    | Thomas McCullock House                 |                                        | 1989 ID-Nr. 89000899 | TN 33 Ecke Mill Pike 35° 49′ 21″ N, 83° 56′ 17″ W                                                          | Rockford                  | 1840 errichtetes Wohnhaus |
| 48    | McNutt-Howard House                    | McNutt-Howard House                    | 1989 ID-Nr. 89000900 | 825 West Broadway 35° 44′ 59″ N, 83° 58′ 49″ W                                                             | Maryville                 | Im Jahr 1900 im Queen-Anne-Stil errichtetes Wohnhaus |
| 49    | McNutt-McReynolds House                | McNutt-McReynolds House                | 1989 ID-Nr. 89000901 | 803 West Broadway 35° 45′ 0″ N, 83° 58′ 47″ W                                                              | Maryville                 | Im Jahr 1900 im Queen-Anne-Stil errichtetes Wohnhaus |
| 50    | Miser Station Store                    | Miser Station Store                    | 1989 ID-Nr. 89000902 | Union Grove Road Chestnut Hill Road 35° 46′ 41″ N, 84° 5′ 29″ W                                            | Friendsville              | 1925 errichteter Lebensmittelladen |
| 51    | Morningside                            | Morningside                            | 1989 ID-Nr. 89000904 | Campus des Maryville College 35° 44′ 45″ N, 83° 57′ 37″ W                                                  | Maryville                 | 1932 im neoklassizistischen Stil errichtetes Gebäude |
| 52    | Samuel A. Patton Building              | Samuel A. Patton Building              | 1989 ID-Nr. 89000905 | 114 East Broadway 35° 45′ 23″ N, 83° 58′ 15″ W                                                             | Maryville                 | 1887 im Italianate-Stil errichtetes Kaufhaus |
| 53    | Peery Mill Site                        | Peery Mill Site                        | 1989 ID-Nr. 89000887 | Old Walland Highway 35° 44′ 58″ N, 83° 50′ 7″ W                                                            | Walland                   | Stelle, an der die frühere Peery Mill stand |
| 54    | People's Bank of Friendsville          | People's Bank of Friendsville          | 1989 ID-Nr. 89000906 | College Street 35° 45′ 36″ N, 84° 8′ 2″ W                                                                  | Friendsville              | 1915 errichtetes Bankgebäude |
| 55    | Pistol Creek Dam and Mill Race         | Pistol Creek Dam and Mill Race         | 1989 ID-Nr. 89000907 | Pistol Creek zwischen Church Avenue und Ellis Street 35° 45′ 7″ N, 83° 58′ 1″ W                            | Maryville                 | Ruinen der 1900 errichteten Pistol Creek Mill |
| 56    | Stephen Porter House                   |                                        | 1989 ID-Nr. 89000908 | Martin Mill Pike 35° 49′ 20″ N, 83° 54′ 15″ W                                                              | Rockford                  | 1856 errichtetes Wohnhaus |
| 57    | John M. Rorex House                    | John M. Rorex House                    | 1989 ID-Nr. 89000909 | Brick Mill Road Ecke Old Niles Ferry Road 35° 39′ 30″ N, 84° 6′ 18″ W                                      | Maryville                 | 1875 im Italianate-Stil errichtetes Wohnhaus |
| 58    | Russell-Lackey-Prater House            |                                        | 1989 ID-Nr. 89001961 | Prater Road 35° 50′ 4″ N, 84° 6′ 32″ W                                                                     | Louisville                | 1851 errichtetes Wohnhaus |
| 59    | Sam Houston Schoolhouse                | Sam Houston Schoolhouse                | 1972 ID-Nr. 72001228 | TN 30 35° 48′ 7″ N, 83° 54′ 16″ W                                                                          | nordöstlich von Maryville | 1794 errichtete Einklassenschule; Sam Houston besuchte in seiner Jugend diese Schule                                                                                       |
| 60    | Shaddon Mill Site                      |                                        | 1989 ID-Nr. 89001094 | Ninemile Creek an der Kreuzung von Big Elm Road und Trigonia Road 35° 36′ 21″ N, 84° 10′ 21″ W             | Maryville                 | Stelle, an der die frühere Shaddon Mill stand |
| 61    | John F. Shea House                     | John F. Shea House                     | 1989 ID-Nr. 89000910 | Old Walland Highway 35° 40′ 37″ N, 83° 45′ 20″ W                                                           | Townsend                  | 1904 im Queen-Anne-Stil errichtetes Wohnhaus des Holzunternehmers John F. Shea                                                                                             |
| 62    | Southern Railroad Bridge               | Southern Railroad Bridge               | 1989 ID-Nr. 89000911 | Eisenbahnbrücke über den Little River 35° 50′ 53,1″ N, 83° 56′ 44,3″ W                                     | Rockford                  | Im Jahr 1900 von Firma Edgemoor Bridge Works (heute zur American Bridge Company gehörend) errichtete Fachwerkbrücke der früheren Southern Railway (heute Norfolk Southern) |
| 63    | Southern Railroad Freight Depot        | Southern Railroad Freight Depot        | 1989 ID-Nr. 89000912 | Bahngelände zwischen Sevierville Road und Washington Avenue 35° 45′ 30″ N, 83° 57′ 53″ W                   | Maryville                 | 1912 errichtetes Frachtdepot der früheren Southern Railway |
| 64    | Dr. William P. Stevenson House         | Dr. William P. Stevenson House         | 1989 ID-Nr. 89000913 | Campus des Maryville College 35° 44′ 45″ N, 83° 57′ 21″ W                                                  | Maryville                 | 1917 im Stil des Colonial Revival errichtetes Wohnhaus; auch House in the Woods genannt                                                                                    |
| 65    | Thompson-Brown House                   | Thompson-Brown House                   | 1978 ID-Nr. 78002574 | 1005 Tuckleechee Pike 35° 45′ 16″ N, 83° 57′ 22″ W                                                         | Maryville                 | 1820 errichtetes Wohnhaus |
| 66    | Carl Trundle Barn                      | Carl Trundle Barn                      | 1989 ID-Nr. 89000890 | Kreuzung von US 411 und Wildwood Road 35° 48′ 1″ N, 83° 51′ 30″ W                                          | Wildwood                  | Im Jahr 1900 errichtete Rundscheune |
| 67    | Tobler Vineyard House                  |                                        | 1989 ID-Nr. 89000914 | Hollybrook Road 35° 49′ 59″ N, 83° 54′ 20″ W                                                               | Rockford                  | 1925 errichtetes Wohnhaus |
| 68    | Walland Bridge                         | Walland Bridge                         | 1989 ID-Nr. 89000915 | Brücke der Old Walland Road über den Little River 35° 43′ 46,5″ N, 83° 48′ 58″ W                           | Walland                   | 1918 errichtete steinerne Bogenbrücke |
| 69    | Walland Power Plant                    | Walland Power Plant                    | 1989 ID-Nr. 89000916 | Old Walland Highway 35° 44′ 11″ N, 83° 49′ 23″ W                                                           | nördlich von Walland      | 1909 errichtetes Wasserkraftwerk |
| 70    | Marcus Warren House                    | Marcus Warren House                    | 1989 ID-Nr. 89000917 | Miser Station Road 35° 47′ 44″ N, 84° 3′ 26″ W                                                             | Louisville                | 1875 errichtetes Wohnhaus |
| 71    | White’s Mill                           | White’s Mill                           | 1989 ID-Nr. 89000918 | Old White's Mill Road 35° 44′ 3″ N, 83° 53′ 2″ W                                                           | Maryville                 | 1880 errichtete Mühle |
| 72    | Willard-Clark House                    | Willard-Clark House                    | 1989 ID-Nr. 89000919 | 1125 Broadway 35° 44′ 42″ N, 83° 59′ 4″ W                                                                  | Maryville                 | Im ersten Jahrzehnt des 20. Jahrhunderts im neoklassizistischen Stil errichtetes Wohnhaus                                                                                  |
| 73    | Isaac Yearout House                    | Isaac Yearout House                    | 1989 ID-Nr. 89000920 | Big Springs Road 35° 44′ 59″ N, 84° 0′ 25″ W                                                               | Alcoa                     | 1911 im neoklassizistischen Stil errichtetes Wohnhaus |

## Frühere Einträge
| [ 2 ] | Name                               | Bild | Eintragsdatum        | Lage                                          | Ort      | Beschreibung                     |
| ----- | ---------------------------------- | ---- | -------------------- | --------------------------------------------- | -------- | -------------------------------- |
| 1     | Alcoa South Plant Office           |      | 1989 ID-Nr. 89001070 | Hall Road 35° 47′ 36,9″ N, 83° 58′ 55,2″ W    | Alcoa    | 2009 aus dem Register gestrichen |
| 2     | Alcoa West Plant Office            |      | 1989 ID-Nr. 89000863 | Lodge Street 35° 46′ 59,1″ N, 83° 58′ 48,3″ W | Alcoa    | 2006 aus dem Register gestrichen |
| 3     | Little River Lumber Company Office |      | 1974 ID-Nr. 74001903 | US 321 35° 40′ 43,6″ N, 83° 44′ 29″ W         | Townsend | 1986 aus dem Register gestrichen |